# 脂肪族化合物
脂肪族化合物（しぼうぞくかごうぶつ、英語: aliphatic compound）とは、非環式または環式の、非芳香族性の炭素化合物のことである。したがって、脂肪族化合物は芳香族化合物の対義語である。

## 構造
脂肪族化合物では炭素原子は、直鎖、分枝、または非芳香環（脂環式と呼ぶ）を形成している。脂肪族化合物の結合は、飽和結合でも不飽和結合のどちらでもいい。加えて、水素以外にも酸素や窒素、硫黄および塩素などのヘテロ原子が炭素鎖に結合することも可能である。
最も単純な脂肪族化合物はメタン(CH4)である。脂肪は、カルボキシル基が結合した分枝していない脂肪族末端から構成される。脂肪族化合物にはアルカン（パラフィン系炭化水素）、アルケン（エチレンなど）そしてアルキン（アセチレンなど）が含まれる。

## 性質

### 可燃性
大部分の脂肪族化合物は可燃性であるため炭化水素は燃料として使われる。
例えば、メタンはブンゼンバーナーの燃焼や液化天然ガスに、アセチレンは溶接に使われる。

## 主な脂肪族化合物

### 主な化学的分類
- アルカン：単結合のみ（鎖式飽和炭化水素）。
  - シクロアルカン：単結合のみ、環式。
- アルケン：二重結合を1つのみ持つ。
  - シクロアルケン：二重結合を1つ持ち、環式。
- アルキン：三重結合を1つのみ持つ。
- ジエン：少なくとも2つの二重結合と単結合が交互に並ぶ。
- ポリエン：少なくとも3つの二重結合と単結合が交互に並ぶ。
- テルペン：イソプレンから成る炭化水素。

### 一覧
| 化学式 | 物質名               | CAS番号   | 構造式 | 化学的分類                       |
| ------ | -------------------- | --------- | ------ | -------------------------------- |
| CH4    | メタン               | 74-82-8   |        | アルカン                         |
| C2H2   | アセチレン           | 74-86-2   |        | アルキン                         |
| C2H4   | エチレン             | 74-85-1   |        | アルケン                         |
| C2H6   | エタン               | 74-84-0   |        | アルカン                         |
| C3H4   | プロピン             | 74-99-7   |        | アルキン                         |
| C3H6   | プロピレン           | -         |        | アルケン                         |
| C3H8   | プロパン             | -         |        | アルカン                         |
| C4H6   | 1,2-ブタジエン       | 590-19-2  |        | ジエン                           |
| C4H6   | 1-ブチン             | -         |        | アルキン                         |
| C4H8   | ブテン               | -         | e.g.   | アルケン                         |
| C4H10  | ブタン               | -         |        | アルカン                         |
| C6H10  | シクロヘキセン       | 110-83-8  |        | シクロアルケン                   |
| C5H12  | n-ペンタン           | 109-66-0  |        | アルカン                         |
| C7H14  | シクロヘプタン       | 291-64-5  |        | シクロアルカン                   |
| C7H14  | メチルシクロヘキサン | 108-87-2  |        | シクロヘキサン                   |
| C8H8   | キュバン             | 277-10-1  |        | シクロブタン                     |
| C9H20  | ノナン               | 111-84-2  |        | アルカン                         |
| C10H12 | ジシクロペンタジエン | 77-73-6   |        | ジエン、シクロアルケン           |
| C10H16 | フェランドレン       | 99-83-2   |        | テルペン、ジエン、シクロアルケン |
| C10H16 | テルピネン           | 99-86-5   |        | テルペン、ジエン、シクロアルケン |
| C10H16 | リモネン             | 5989-27-5 |        | テルペン、ジエン、シクロアルケン |
| C11H24 | ウンデカン           | 1120-21-4 |        | アルカン                         |
| C30H50 | スクアレン           | 111-02-4  |        | テルペン、ポリエン               |
| C2nH4n | ポリエチレン         | 9002-88-4 |        | アルカン                         |